# Razor Boy Music Publishing

## Bolagsbeskrivning
Razor Boy Music Publishing är ett oberoende svenskt musikförlag grundat 1 juni 2008 av VD Fredrik Olsson som är ansvarig för bolaget kreativt och administrativt samt av Anders Bagge som är en s.k silent partner.
Razor Boy har kontrakterat   Mim och Liv Nervo (The Nervo Twins) som skrivit  världshiten ”When love takes over” med David Guetta feat. Kelly Rowland, och låtar/hits  åt artister som Kesha, Kylie Minogue, Pussycat Dolls, Miley Cyrus och Armin van Buuren med flera. Jo Perry har skrivit låtar åt Loick Essien, Peter Andre, Cheryl Cole, Union J och Stooshe. Didrik Thott har skrivit låtar åt bland andra Celine Dion, Westlife, Namie Amuro, Exile, Armin van Buuren m.fl. Razor Boy har ytterligare tio internationellt framgångsrika låtskrivare och producenters låtar i förlagskatalogen, och har sedan starten 2008 haft flera singel- och albumettor  i bland annat USA, Storbritannien, Japan och Tyskland.